# AK Škoda Plzeň
AK Škoda Plzeň je atletický klub, který působí v Plzni od roku 1894.

## Historické názvy
- 1894 – AC Plzeň a AK Plzeň
- 1945 – Sokol Plzeň 1.
- 1951 – Škoda ET Doudlevce (Závodní sokolské jednoty ŠKODA)
- 1953 – Spartak Plzeň
- 1970 – AK Škoda Plzeň

## Historie
Sokol v letech 1894 nechtěl atletiku podporovat, proto došlo k zakládání prvních atletických klubu pod názvy AC Plzeň a AK Plzeň. V roce 1894 se atleti výrazně podíleli na vzniku plně fotbalového klubu SK Plzeň. V období 2 světové války se nejlepší atleti přidávali právě do tohoto klubu, Rapidu nebo Viktorie.
V roce 1945 došlo k registraci klubu do Českého atletického svazu. V tomto období vznikla i první atletická dráha dlouhá 333 metrů za sokolovnou u plzeňských Sokolů. V roce 1945 se pořádali první závody na 5000 metrů pod názvem Velká cena Plzně.
V roce 1948 se veškeré atletické dění přesunulo do městské části Doudlevce, kde vznikl nový oddíl Škoda ET Doudlevce (Závodní sokolské jednoty ŠKODA). 